# The Adventures of Sherlock Holmes (película)
The Adventures of Sherlock Holmes, titulada Sherlock Holmes contra Moriarty en España y Las aventuras de Sherlock Holmes en Hispanoamérica, es una película estadounidense de 1939 dirigida por Alfred L. Werker. El guion, escrito por Edwin Blum y William Drake, está basado parcialmente en la obra de teatro Sherlock Holmes, que está protagonizada por el detective homónimo creado por Arthur Conan Doyle. La película fue protagonizada por Basil Rathbone y Nigel Bruce en los papeles de Sherlock Holmes y John Watson, respectivamente.

## Argumento
El profesor Moriarty (George Zucco) es absuelto de ser el autor de un asesinato debido a la falta de pruebas. El detective Sherlock Holmes (Basil Rathbone) llega al tribunal con nuevos antecedentes del caso, asegurando que puede probar la culpabilidad del acusado, pero son desechados por el juez ya que la sentencia había sido dictada. Una vez fuera del edificio, Moriarty le advierte a Holmes que está preparando un crimen que no podrá prever, tras lo cual se despiden. Posteriormente Moriarty le revela a uno de sus hombres que su plan consiste en elaborar dos casos, uno de los cuales servirá como distracción para Holmes, mientras él materializa su plan original.
Días después, Holmes y su compañero John Watson (Nigel Bruce) son visitados por una joven llamada Ann Brandon (Ida Lupino), quien les muestra una carta que recibió su hermano Lloyd (Peter Willes), en la cual hay un dibujo de un hombre con un albatros atado al cuello, además de la fecha de aquel día escrita, 11 de mayo. Ann le dice que teme por la vida de su hermano, ya que su padre había recibido el mismo dibujo antes de ser asesinado, diez años atrás. Pese al escepticismo del abogado de Lloyd y prometido de Ann, Jerrold Hunter (Alan Marshal), Holmes acepta el caso. Además de este caso, Holmes se compromete a cuidar la llegada de una esmeralda llamada "estrella de Delhi" a la Torre de Londres.
Watson es enviado a espiar a Jerrold, y descubre al abogado en compañía de Moriarty. Al conocer esto, Holmes y Watson van a ver a Lloyd, pero lo encuentran muerto en la calle. La causa de su muerte es estrangulamiento, y su cadáver tiene además una herida en la nuca provocada una vez muerto. El principal sospechoso del asesinato es Jerrold, quien fue encontrado junto al cuerpo de Lloyd con un revólver en la mano. Sin embargo, el abogado alega inocencia, y dice que estaba protegiendo a la víctima. Al día siguiente, Ann recibe el mismo dibujo, esta vez con la fecha 13 de mayo escrita. En aquella fecha se celebrará una fiesta a la cual Ann fue invitada, y también es el día en que llegará la estrella de Delhi a Londres. Holmes decide ir a la fiesta para cuidar a la joven y asigna a Watson la tarea de vigilar el traslado de la joya.
Mientras Holmes está de incógnito en la fiesta, Moriarty llega a la Torre de Londres vestido como policía sin ser reconocido por Watson. Moriarty y sus hombres roban la "estrella de Delhi" antes de que fuera guardada junto a las demás joyas de la Corona y huyen. Watson descubre que los ladrones dejaron caer la esmeralda y la guardan junto a las joyas de la Corona. Sin embargo, todo fue una estrategia de Moriarty para quedar solo junto a las joyas. Mientras, en la fiesta, Ann es atacada por un hombre que intenta asesinarla con unas boleadoras. Holmes logra salvarla y le dispara al asesino, quien resulta ser Gabriel Mateo, un hombre que buscaba vengarse de la familia Brandon por la muerte de su padre en Sudamérica.
Después de que Mateo haya confesado que fue ayudado por Moriarty, Holmes y Watson van a su casa para arrestarlo. Al llegar allí ven que no está, pero descubren que estaba en la Torre de Londres y tanto el asesinato de Ann como el robo de la esmeralda eran distracciones para otro crimen. Holmes logra deducir que el verdadero plan de Moriarty consiste en robar la corona de San Eduardo y el resto de las joyas. El detective llega a la Torre y se enfrenta a Moriarty, quien cae desde una gran altura.

## Reparto
- Basil Rathbone como Sherlock Holmes.
- Nigel Bruce como el doctor Watson.
- George Zucco como Profesor Moriarty.
- Ida Lupino como Ann Brandon.
- Alan Marshal como Jerrold Hunter.
- Henry Stephenson como Sir Ronald Ramsgate.
- E.E. Clive como Inspector Bristol.
- Terry Kilburn como Billy.
- Arthur Hohl como Bassick.
- Peter Willes como Lloyd Brandon.
- George Regas como Mateo.
- Mary Gordon - Sra. Hudson

## Producción
The Adventures of Sherlock Holmes es el segundo filme de una saga cinematográfica basada en el detective, con Basil Rathbone como Sherlock Holmes y Nigel Bruce como el doctor Watson. Si bien el título de la película es idéntico a un libro de Sherlock Holmes escrito por Arthur Conan Doyle, su trama está basada parcialmente en la obra de teatro Sherlock Holmes de William Gillette. La intención del productor, Darryl F. Zanuck, era en esta película mostrar las mayores virtudes y características de Holmes tales como su afición al violín, su razonamiento deductivo o su adicción a la morfina.
El título original de la película en España fue Sherlock Holmes contra Moriarty pero, tras su pase televisivo, fue rebautizado por Las aventuras de Sherlock Holmes.

## Recepción
The Adventures of Sherlock Holmes obtuvo una respuesta positiva por parte de la crítica cinematográfica. La película posee un 100% de comentarios positivos en el sitio web Rotten Tomatoes, basado en un total de 7 reseñas. La frase "elemental, mi querido Watson" fue ubicada en el puesto número 65 de la lista "100 años... 100 frases" del American Film Institute.